# 得州桃
得州桃是蔷薇科李属落叶灌木，为美国得克萨斯州特有植物，分布于爱德华兹高原至南部沿海平原。虽然其果实像桃，但它属于李亚属北美李组，与桃亲缘关系较远。